# Toni Soler i Guasch
|  | «Toni Soler» redirigeix aquí. Vegeu-ne altres significats a «Antoni Soler». |

Toni Soler i Guasch (Figueres, 4 de juny de 1965) és un periodista, productor de televisió i escriptor català. És el creador del programa de TV3 Polònia, en antena des de l'any 2006, i de l'espai satíric diari Està passant, que va presentar entre 2017 i 2023. Escriu regularment al diari Ara, dirigeix la publicació d'història El Món d'Ahir i ha publicat una dotzena de llibres de gèneres diversos.

## Biografia
Fill de l'escriptora Carme Guasch, Soler es va criar a Badalona, i va començar de ben jove a col·laborar en els mitjans de comunicació locals, compaginant la feina amb els seus estudis d'història contemporània a la Universitat de Barcelona. Després va treballar als diaris Avui i El Observador, sempre com a redactor de política catalana.
Després de fer de periodista i guionista ocasional en diversos mitjans, va treballar pel magazín diari La tarda és nostra (TV3), presentat per Josep Cuní. El 1995 es va incorporar a l'equip del programa El Terrat de la Cadena SER, com a guionista. La seva col·laboració amb Andreu Buenafuente va continuar a TV3, on va debutar com a guionista el setembre de 1995 amb Sense Títol, Sense Títol 2 i Bonic Vespre. Després va dirigir el seu propi programa (Malalts de tele, 1997-2000), un espai de paròdia i actualitat televisiva, que li va valer el premi Ondas 98 al programa més innovador.
Després de tancar l'etapa de Malalts de tele, Soler va orientar la seva carrera cap als programes d'humor més àcid i relacionat amb l'actualitat. El 2000 va començar a l'emissora RAC 1 el programa Minoria absoluta, que el 2002 esdevindria diari, i que ha obtingut el premi Ciutat de Barcelona, el premi Ondas al millor programa de ràdio d'Espanya, i el Premi Nacional de Cultura.
Es van produir diverses temptatives de traslladar l'humor polític de Minoria absoluta a la televisió, amb programes com 7 de notícies i Set de nit a TV3. Un programa homònim, de paròdia política Minoria absoluta es va emetre a CityTV. El mateix equip dirigit per Soler va seguir en espais d'humor de Las cerezas a TVE i en el setmanal Mire usté d'Antena 3.
El 2006, Soler va crear el programa de TV3 Polònia, un recull de gags de paròdia política que va obtenir una gran resposta per l'audiència. El programa estat guardonat amb el premi Ondas 2007 en la categoria de millor programa d'una televisió local. Des de 2017, dirigeix i presenta l'informatiu satíric Està passant a TV3.
Toni Soler és president de la productora Minoria Absoluta, responsable de programes com Polònia i Crackòvia a TV3, i d'altres productes audiovisuals, entre les quals les pel·lícules 14 d'abril: Macià contra Companys, del qual en va ser guionista (Premi Gaudí 2012), Descalç sobre la terra vermella (2013) i El mestre que va prometre el mar (2023).
És un dels impulsors del diari Ara, nascut el 2010, i hi escriu regularment. Ha col·laborat en altres mitjans, sobretot a La Vanguardia, i és autor de llibres de gèneres diversos. Des del 2016, és el director de la revista El món d'ahir.

## Obra publicada

### Novel·la
- 1994: Pretèrit Imperfecte
- 2009: L'última carta de Companys

### Narrativa
- 1996: Els mals moments
- 1997: Diccionari poc útil
- 1998: Història de Catalunya (modèstia a part)
- 2003: Vota'm inútil
- 2003: Objectiu la pau: 34 dies inoblidables
- 2011: 14 d'abril. Macià contra Companys

- 2018: El tumor (Anagrama) ISBN 978-84-339-1566-5
- 2020: Un bon cel (La Campana)[11]

### Biografies
- 1996: Roca, l'últim segon (amb Andreu Farràs)

### Recull d'articles
- 2008: Amb llengua o sense

### Descripció i viatges
- 1998: Badalona davant del mirall
- 2005: La Penya en 75 paraules

## Premis i reconeixements
- L'any 2005 va obtenir el Premi Card de l'Associació de Dones Periodistes de Catalunya.[12]